# Joachim Stracke
Joachim Stracke (* 1958 in Letmathe) ist ein deutscher Maler und Grafiker und seit 1986 freischaffender Künstler.

## Leben
Ab 1978 belegte Joachim Stracke ein Studium der Kunstgeschichte und der Neueren Deutschen Literatur an der Ludwig-Maximilians-Universität in München und ab 1980 ein Studium der freien Kunst (Malerei) an der Staatlichen Kunstakademie Düsseldorf. Joachim Stracke war Meisterschüler bei Rissa. Im In- und Ausland hat Joachim Stracke seit 1989 zahlreiche Ausstellungen realisiert.
Joachim Stracke ist der Kurator des Kunstvereins Villa Wessel in Iserlohn.

## Ausstellungen
- 1989: Schloss Glienecke, Berlin
- 1989: „60 artistes – 60 oeuvres“, Strasbourg
- 1989: „interart“, Moskau
- 1990: Romanischer Keller der Hypo-Bank, Salzburg
- 1990: Galerie Rausch und Sieger, Düsseldorf
- 1990: Galerie Bernard, Aachen
- 1991: Galerie Harlekin, St. Petersburg
- 1991: „interart II“, Moskau
- 1992: Galerie Schloss Neersen, Willich
- 1993: „dingetum“, Zeppelin Museum, Friedrichshafen (4. März 1993 – 2. Mai 1993)
- 1994: „Dingetum“, Städtische Galerie „die welle“ Iserlohn (Anfang 1994)
- 1997: Galerie Marianne Hennemann, Bonn
- 2001: „zweikreis“, Kunstsammlung Gera-Orangerie (1. April 2001 – 4. Juni 2001)
- 2005: Städtische Galerie, Iserlohn
- 2005: „von kreisen und bögen“, Villa Wessel, Iserlohn (12. November 2005 – 8. Januar 2006)
- 2007: „con circulus y arcos“, Chile (Januar 2007)
- 2009: „Kleine Größen“, Galerie Marianne Hennemann, Bonn (29. März 2009 – 9. Mai 2009)
- 2012: „loop“, Städtische Galerie, Iserlohn (2. September 2012 – 14. Oktober 2012)
- 2014: „Shunga Loop“, Galerie Abtart, Stuttgart (4. Juni 2014 – 29. August 2014)
- 2015: „Heimspiel - Arbeiten auf Papier“, Villa Wessel, Iserlohn (6. November 2015 – 10. Januar 2016)
- Regelmäßige Präsentation auf der ART Cologne und der art Karlsruhe durch die Galerie Hennemann, Bonn.
- Regelmäßige Präsentation in der Städtischen Galerie Iserlohn im Rahmen der Ausstellungen des Städtischen Kunstbesitzes

## Publikationen über Joachim Stracke
- dingetum. Zeppelin Museum, Friedrichshafen 1993, ISBN 3-926162-49-X.
- Künstlerporträt. Städtische Galerie Iserlohn, 1994/1995.
- zweikreis. Kunstsammlung Gera, 2001, ISBN 3-933257-57-3.
- de circulos y arcos. pinacoteca de la universidad, Chile 2007, ISBN 978-3-939825-17-3.
- Kleine Größen. Galerie Hennemann, Bonn 2009, ISBN 978-3-88482-043-8.
- jukebox - fremde erinnerung. Städtische Galerie Iserlohn, 2012.

## Joachim Stracke als Herausgeber und Autor
- als Hrsg.(mit Theo Bergenthal): Emil Cimiotti. Monographie. Kehrer Verlag, Heidelberg 2005, ISBN 3-936636-59-1.
- als Hrsg.(mit Theo Bergenthal): Jacques Delahaye, Der Bildhauer. Kettler Kunst, Bönen 2006, ISBN 3-937390-84-7.
- Drei Treffen und zwölf Jahre. In: Burkhard Leismann u. a. (Hrsg.): Eduard Micus. Monographie. Wienand Verlag, Köln 2013, ISBN 978-3-86832-142-5, S. 10–11.
- als Hrsg.(mit Theo Bergenthal): Emil Cimiotti, Strukturen. Kerber Verlag, Bielefeld/Berlin 2013, ISBN 978-3-86678-821-3.
- als Hrsg.(mit Christa Lichtenstern): Emil Cimiotti, Papierreliefs. Kehrer Verlag, Heidelberg 2016, ISBN 978-3-86828-682-3.